# Kvarnbron, Göteborg

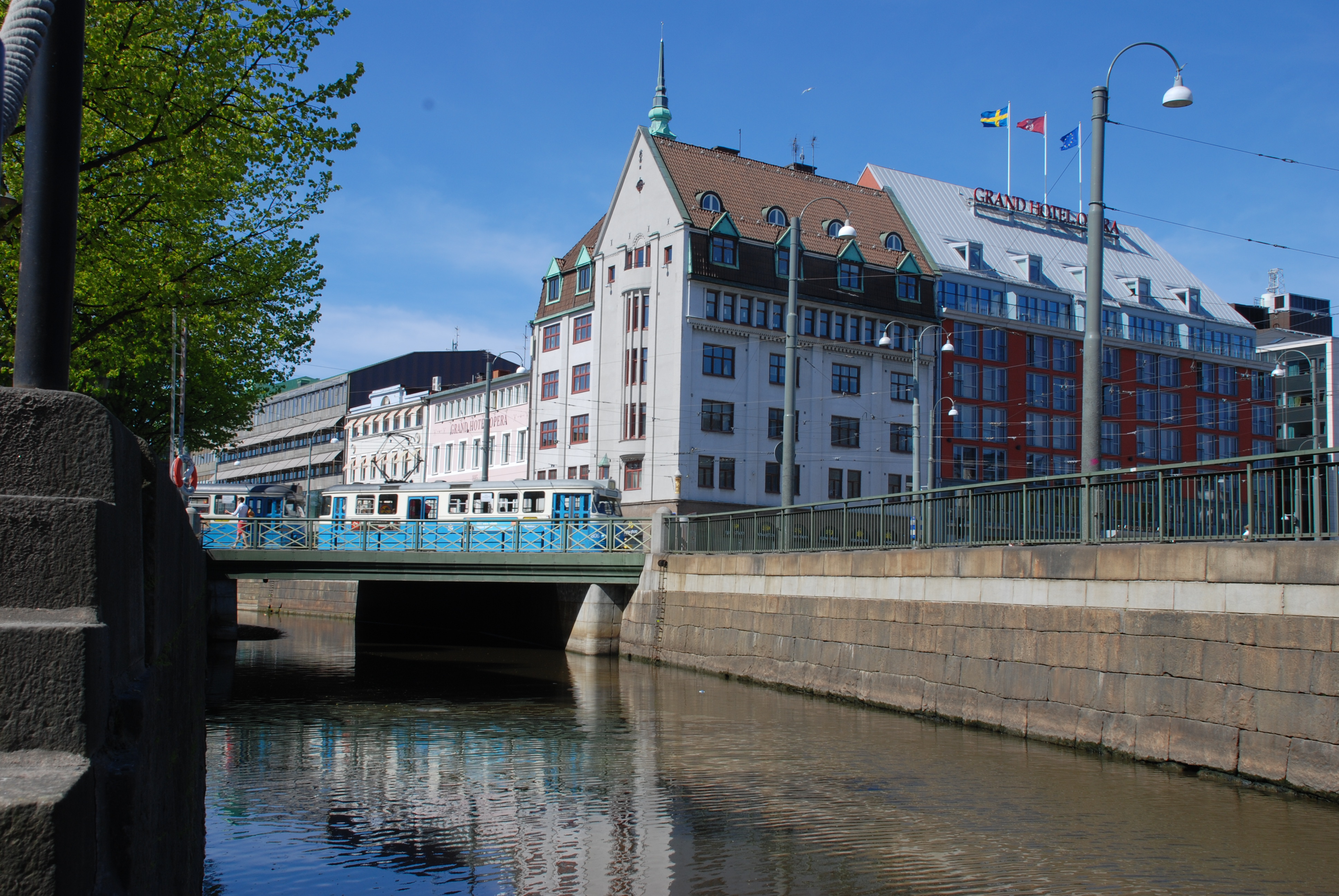
Kvarnbron över Stora Hamnkanalen trafikeras mest av spårvagnar och cyklister.

Kvarnbron i Göteborg är en bro över Norra Hamnkanalen vilken utgör en smal fortsättning österut av Stora Hamnkanalen. Bron går mellan Hotellplatsen och Norra Hamngatan och är placerad mellan Palacehusets personalbro och Drottningtorgsbron.
Bron har sitt namn av Slusskvarnen som var stadens kvarn kombinerad med sluss och fanns på denna plats från omkring 1648 och fram till 1873.
En välvd stenbro på denna plats revs 1873 och ersattes med en provisorisk träbro i väntan på den av Eriksbergs mekaniska verkstad gjutna järnbron som var klar 1875. Bron fick sitt namn 1883.
Bron trafikeras främst av spårvagnar, gående och cyklister.